# Chemainus (fiume)
Il fiume Chemainus (in inglese Chemainus River) si trova nella parte meridionale dell'Isola di Vancouver, Columbia Britannica, Canada. La sua sorgente si trova nella catena montuosa delle Vancouver Island Ranges e scorre in direzione Est verso lo Stretto di Georgia, vicino alla città di Chemainus. La valle, Chemainus Valley, che circonda il fiume comprende inoltre le comunità di Crofton e Westholme così come la Riserva della Prima Nazione Halalt e diverse altre riserve più piccole.